# Spärrbjörnbär
Spärrbjörnbär (Rubus integribasis) är en rosväxtart som beskrevs av P. J. Müll. och Jean Nicolas Boulay. Enligt Catalogue of Life ingår Spärrbjörnbär i släktet rubusar och familjen rosväxter, men enligt Dyntaxa är tillhörigheten istället släktet rubusar och familjen rosväxter. Arten har ej påträffats i Sverige.

## Underarter
Arten delas in i följande underarter:
- R. i. schistobius
- R. i. oblongifolius